# Sinapis
Sinapis este un gen de plante din familia Brassicaceae. În noiembrie 2017, șase specii sunt recunoscute de The Plant List:
- Sinapis alba L. – muștar alb, numit anterior Brassica alba
- Sinapis allionii Jacq.
- Sinapis arvensis L.
- Sinapis circinata Desf.
- Sinapis flexuosa Poir.
- Sinapis pubescens L.